# 梁仲恆
梁仲恆（1994年6月6日—）是香港男演員，在2022年憑電影《媽媽的神奇小子》中飾演蘇樺偉，入圍第40屆香港電影金像獎最佳男主角及最佳新演員。2025年第33屆香港舞台劇獎最佳男配角(悲劇/ 正劇)獎項得主。

## 簡歷
梁仲恆曾就讀香港培正中學，2016年在香港演藝學院戲劇學院一級榮譽畢業（主修表演）。2018年至2021年為中英劇團全職演員。
2021年，他於電影《媽媽的神奇小子》飾演成年蘇樺偉一角，並獲第40屆香港電影金像獎最佳男主角兼最佳新演員雙料提名。
2022年，他參與了由香港電影藝術節策劃，黃龍斌執導、莊梅岩編劇之同志題材劇目《我們最快樂》。

## 演出

### 電影
- 2018年：《大師兄》飾演 6B班同學
- 2019年：《家和萬事驚》飾演 板間房買房男
- 2021年：《媽媽的神奇小子》飾演 蘇樺偉
- 2023年：《初心大盜 （页面存档备份，存于）》飾演 黎偉權（Will）
- 2023年：《白日之下》飾演 亮
- 2024年：《不是你不愛你》
- 2024年：《臨時劫案》飾演 魚佬[4]
- 2024年：《填詞L》飾演 簡老闆
- 2024年：《從今以後》飾演 胡振威（Victor）（成兒子）
- 2024年：《焚城》飾演 寶明
- 2024年：《誤判》 飾演 律政人員

### 電視劇（港台電視）
- 2017年：《獅子山下2017—孤島》[5]

### 電視劇（ViuTV）
- 2025年：《哪一天我們會紅》 飾 Admin
- 待播：《IT狗2.0》飾 Kelvin

### 舞台劇
- 2010年：《玻璃遊樂園》 (香港培正中學)
- 2014年：《我的長腿叔叔音樂劇》 (Theatre Noir)
- 2014年：《貓城夏秋冬》 (香港演藝學院戲劇學院)
- 2015年：《羅生門》 (香港演藝學院戲劇學院)
- 2015年：《格林威治的瑣碎事》 (四年三班)
- 2015年：《從八十號K開始》 (香港演藝學院戲劇學院)
- 2015年：《牠》 (新域劇團)
- 2016年：《慾望號街車》 (香港演藝學院戲劇學院)
- 2016年：《元宵》 (香港演藝學院)
- 2016年：《青春修煉日記》 (新域劇團)
- 2016年：《日常之歌》(讀劇) (香港話劇團)
- 2017年：《浮士德》 (天邊外劇場 )
- 2017年：《SEVEN : 慾望迷室》 (7A班戲劇組)
- 2017年：《青春的角落》 (香港話劇團)
- 2018年：《黃色小鴨》 (中英劇團)
- 2018年：《羅生門》 (中英劇團)
- 2018年：《追月亮的人》 (中英劇團)
- 2018年：《解憂雜貨店》 (中英劇團)
- 2019年：《靖海氛記．張保仔》 (中英劇團)
- 2019年：《福爾摩斯四圍騰之華生暴走大狗查》 (中英劇團)
- 2020年：《科學怪人．重生》 (中英劇團)
- 2021年：《福爾摩斯四圍騰之華生暴走大狗查》(重演) (中英劇團)
- 2021年：《她生》 (中英劇團)
- 2021年：《穿Kenzo的女人》音樂劇 (中英劇團)
- 2022年：《我們最快樂》 (香港藝術節 2022)
- 2023年：《飯戲攻心》（舞台劇版） 飾演 陳禮（電影版由張繼聰飾演）[6]
- 2024年：《茱莉小姐》 (香港藝術節2024)
- 2024年：《餐廳》(風車草劇團)

## 外部連結
- 梁仲恆的Instagram帳戶